# Cercomantispa
Cercomantispa  (лат.) — род хищных насекомых из семейства мантиспид отряда сетчатокрылых. Афротропика. Жгутик усика очень тёмный, но всегда с жёлтой передней поверхностью скапуса и педицеля, даже у самых тёмноокрашенных видов. Пронотум гладкий, без щетинок. Средние и задние ноги желтовато-коричневые с чёрными щетинками. 
Род был впервые выделен в 1959 году (Handschin, 1959), а его валидный статус подтверждён в последнем обзоре таксона в ревизии африканских мантиспид в 2012 году южноафриканскими энтомологами Л. Сниманом (Louwtjie P. Snyman; Претория, ЮАР), Мервином Манселлом (Mervyn W. Mansell) и Кларком Шольцем (Clarke H. Scholtz) и их немецким коллегой Майклом Олем (Michael Ohl, Берлин, Германия). Таксон был создан на основе типового вида Mantispa mozambica Westwood, 1852. Род включают в состав подсемейства Mantispinae, где сближается с родами Sagittalata, Necyla и Orientispa.
- Cercomantispa condei Poivre, [1982][3]
  - =Necyla condei (Poivre, [1982])
- Cercomantispa decellei Poivre, [1982]
- Cercomantispa finoti (Navás, 1915)[4]
- Cercomantispa keiseri Handschin, [1963][5]
- Cercomantispa mozambica (Westwood, 1852)[6]
  - =Mantispa mozambica Westwood, 1852
- Cercomantispa natalica (Navás, [1909])
- Cercomantispa ndjallai Poivre, [1981]
- Cercomantispa nigricornis (Navás, [1926])
- Cercomantispa paolina  (Navás, 1930)
- Cercomantispa perparva  (Esben-Petersen, 1917)[7]
  - =Mantispa perparva Esben-Petersen, 1917
- Cercomantispa picea  (Esben-Petersen, 1917)
- Cercomantispa pulla  (Navás, [1935])
- Cercomantispa stenostigma  (Navás, 1936)[8]
  - =Necyla stenostigma Navás, 1936
- Cercomantispa tristella (Navás, 1936)
- Cercomantispa tristis (Navás, 1936)
- Cercomantispa vulpes (Stitz, 1913)[9]
  - =Mantispilla vulpes Stitz, 1913